# Вишанув (Лодзинське воєводство)
Вишанув (пол. Wyszanów) — село в Польщі, у гміні Верушув Верушовського повіту Лодзинського воєводства.
Населення — 693 особи (2011).
У 1975-1998 роках село належало до Каліського воєводства.

## Демографія
Демографічна структура станом на 31 березня 2011 року:
|          | Загалом | Допрацездатний вік | Працездатний вік | Постпрацездатний вік |
| -------- | ------- | ------------------ | ---------------- | -------------------- |
| Чоловіки | 334     | 65                 | 233              | 36                   |
| Жінки    | 359     | 97                 | 188              | 74                   |
| Разом    | 693     | 162                | 421              | 110                  |